# 凝縮熱伝達
凝縮熱伝達（ぎょうしゅくねつでんたつ）とは、伝熱現象のうち、低温の固体表面で蒸気の凝縮を伴うものである。自然対流や強制対流による伝熱よりも熱伝達率が高くなるため、熱交換器など工業的に広く利用されている。

## 分類
膜状凝縮
凝縮液が固体面上に薄膜状に広がり、重力によって連続的に流れるもの。液膜の厚さなどの状態が熱抵抗の大きさを支配し、鉛直面に水の膜ができる場合熱伝達率は3×104 W/(m2 K)程度かそれ以下となる。
滴状凝縮
固体面上に液滴の形で付着し、合体を伴いながら滴の形のまま流れるもの。熱伝達率は高く、鉛直面に水の滴ができる場合、熱伝達率は3×105 W/(m2 K)程度かそれ以下となる。そのため伝熱促進の点から望ましい形態であるが、滴状凝縮を長時間持続させることは一般に困難で、時間が経つと膜状凝縮に移行してしまうことが多い。

## ヌセルトの水膜理論
膜状凝縮の理論的解析には、ヌセルトの水膜理論(1916)が知られている。実際の熱伝達率は理論値より高くなることが多いが、この理論は良い近似を与える。
この理論では以下の仮定を置くことで現象をモデル化している。
- 冷却面温度TW は一定
- 気液界面の液温は飽和蒸気温度TS で一定
- 冷却面は平滑、気液界面も滑らか（波立ったりしない）
- 液膜は通常薄いことから、凝縮液膜内の流れは層流
- 液膜内の対流熱伝達は無視し、熱は熱伝導のみで伝わる
- 蒸気流速は小さく、気液界面にせん断力は作用しない
- 蒸気は純粋の乾き飽和蒸気
- 物性値は一定

鉛直な冷却面状で蒸気が凝縮し、液膜ができる状況を考える。液膜発生点を起点に、冷却面に平行下向きにx軸を、それに垂直にy軸を取る。位置x における液膜厚さδ は次で表される。
{\displaystyle {\frac {\delta }{x}}=\left({\frac {4H}{Pr\,Gr_{x}}}\right)^{1/4}}
ただし、右辺の各無次元数は
- {\displaystyle H:={\frac {c_{p}(T_{\mathrm {S} }-T_{\mathrm {W} })}{L}}}：顕潜熱比
- {\displaystyle Gr_{x}:={\frac {gx^{3}}{\nu ^{2}}}\left({\frac {\rho _{l}-\rho _{v}}{\rho _{l}}}\right)}：グラスホフ数
- {\displaystyle Pr:={\frac {c_{p}\mu }{\lambda }}}：プラントル数

であり、
- ρl, cp, λ, μ, ν, L ：液の密度、比熱、熱伝達率、粘度、動粘度、潜熱
- ρv ：蒸気の密度
- g ：重力加速度

である。
位置x における局所熱伝達率と、液膜上端からx までの平均熱伝達率はヌセルト数の形で次のように表される。
{\displaystyle {\begin{aligned}&Nu_{x}=0.707\left({\frac {Pr\,Gr_{x}}{H}}\right)^{1/4},\\&Nu_{\mathrm {mean} }=0.943\left({\frac {Pr\,Gr_{x}}{H}}\right)^{1/4}\end{aligned}}}
また、水力直径4δ と平均流速umean で定義される膜レイノルズ数
{\displaystyle Re_{\delta }:={\frac {4\delta u_{\mathrm {mean} }}{\nu }}}
を用いると、平均熱伝達率hmean は次式で表される。
{\displaystyle {\frac {h_{\mathrm {mean} }(\nu ^{2}/g)^{1/3}}{\lambda }}={\frac {1.47}{Re_{\delta }^{1/3}}}}
ここで左辺は凝縮数と呼ばれる無次元数である。
冷却面が鉛直から角度θ だけ傾いている場合は、以上の議論のうち重力加速度g をg cosθ に置き換えればよい。
凝縮液密度ρl が蒸気密度ρv より十分大きい場合、グラスホフ数は次のガリレイ数に置き換えることができる。
{\displaystyle Ga_{x}:={\frac {gx^{3}}{\nu ^{2}}}}

## 乱流膜状凝縮
膜レイノルズ数が50程度以上になると、膜の表面にさざ波が生じ、熱伝達率は高くなる。
{\displaystyle {\frac {h_{\mathrm {mean} }(\nu ^{2}/g)^{1/3}}{\lambda }}={\frac {1.77}{Re_{\delta }^{0.218}}}\left({\frac {\nu ^{2}}{gl_{a}^{3}}}\right)^{0.046}}
ただし
{\displaystyle l_{a}:={\sqrt {\frac {\sigma }{g(\rho _{l}-\rho _{v})}}}}
は長さの次元をもつパラメータで、σ は表面張力である。
膜レイノルズ数が1800以上、またはReδ ～ 5200/Prl1.04 に達すると乱流に遷移すると言われている。乱流液膜の場合、層流とは逆に膜厚の増加に伴い平均熱伝達率は上昇する。実験式として以下がある。
- {\displaystyle {\frac {h_{m}(\nu ^{2}/g)^{1/3}}{\lambda }}=0.0077Re_{l}^{0.4}}[2]
- 一様熱流束冷却面上の、一部に乱流液膜を含む膜状凝縮において {\displaystyle {\frac {h_{m}(\nu ^{2}/g)^{1/3}}{\lambda }}=0.035Re_{\delta }^{1/6}Pr^{3/5}}[1][3]

## 滴状凝縮
滴状凝縮は膜状凝縮より高い伝熱性能が得られるが、現象が複雑であるため研究は発展途上であり、熱伝達率の整理式もまだ得られていない。